# Derek Sherinian
Derek Sherinian (Laguna Beach (Californië), 25 augustus 1966) is een keyboardspeler die vooral rock, progressive rock/metal, progressive fusion/metal en jazzrock speelt. Na zijn studie aan het Berklee College of Music speelde hij als sessiemuzikant voor artiesten als Alice Cooper, Billy Idol, Yngwie Malmsteen en KISS. Hij is lid geweest van de bands Dream Theater en Platypus. Vooral door zijn lidmaatschap aan de band Dream Theater is hij bij een groter publiek onder de aandacht gekomen. Hij is een van de oprichters van de progressive fusion/metal band Planet X en van de hardrockband Black Country Communion en van de progmetalband Sons of Apollo. Op zijn soloalbums spelen bekende artiesten mee zoals Zakk Wylde, Yngwie Malmsteen, Steve Lukather, Slash (artiest), Allan Holdsworth, Virgil Donati, Simon Phillips, John Sykes, Jerry Goodman en Joe Bonamassa.
Sherinian heeft de bijnamen "King of the Keys" ("Koning van de toetsen") en de "Caligula of keyboards" vanwege zijn manier van optreden. Hij is beïnvloed door Elton John, Keith Emerson, Jan Hammer en een verscheidenheid aan gitaristen. Hij gebruikt onder andere keyboards van Korg en Clavia.
Sherinian is van Grieks-Armeense afkomst en heeft veel interesse in de geschiedenis van Armenië.

## Biografie

### 1966 tot 1999
Sherinian werd geboren in Laguna Beach, Californië. Hij begon op vijfjarige leeftijd met pianoles in Santa Cruz (Californië). Na zijn eerste op de "Soquel High School" ontving hij een beurs voor het "Berklee College of Music" in Boston. Hij studeerde daar met andere keyboardspelers als Mitchel Forman, T Lavitz en Russell Ferrante. Zijn eerste grote optredens na het verlaten van zijn opleiding waren met drummer Buddy Miles. In 1989 trad hij toe tot de band van Alice Cooper. In 1992 deed hij mee aan de Revenge-tournee van KISS.
In 1994 vulde Sherinian de plaats op van Kevin Moore, die weg was gegaan bij de progressieve rockband Dream Theater. Oorspronkelijk zou hij alleen meewerken aan de tournee van het album Awake. Begin 1995 werd hij echter opgenomen als lid van de band. Hij speelde mee op de opnames van de studioalbums A Change Of Seasons (1995) en Falling Into Infinity (1997). Ook op het livealbum Once In A LIVEtime (1998) speelde hij mee. In januari 1999 werd hij vervangen door Jordan Rudess. Hij trad nog op met Dream Theater in 2004. Dit optreden werd opgenomen en uitgebracht als When Dream and Day Reunite in datzelfde jaar.
Eind jaren 90 bracht Sherinian twee albums uit met de progressieve-rockband Platypus, waar ook de bassist John Myung van Dream Theater deel van uitmaakte. De band hield in 2000 op nadat er twee albums waren uitgebracht.. Toen de groep weer samenkwam onder de naam The Jelly Jam besloot Sherinian om niet mee te doen. In plaats daarvan richtte hij met een ander oud-lid van Platypus de band Jughead op.

### 1999 tot heden
Vanaf 1999 heeft Sherinian meerdere soloalbums opgenomen, waarbij hij vaak de hulp inriep van gerenommeerde muzikanten. Zijn eerste soloproject, Planet X, opgenomen met de Australische drummer Virgil Donati, leidde tot de oprichting van de band Planet X. Voor de band werd ook nog gitarist Tony MacAlpine aangetrokken. Sherinian verklaarde over deze band dat hij een groep muzikanten wilde samenbrengen die hun instrumenten zo goed bespeelden dat zij andere muzikanten bang zou maken ("played their instruments so fiercely, that they would strike fear in the hearts of all musicians").
In 2001 nam Sherinian met drummer Simon Phillips en gitarist Steve Lukather (Toto) het album Inertia op gevolgd door Black Utopia in 2003. Op dit laatste album werd de studioband uitgebreid met bassist Billy Sheehan, rockgitaristen Yngwie Malmsteen en Zakk Wylde en jazzrock gitarist Al Di Meola. Over deze
bezetting verklaarde Sherinian dat hij altijd een grote fan is geweest van jazzrock, maar dan wel vanuit het gezichtspunt van een rockmuzikant. Het album Black Utopia was harder en donkerder dan Inertia. Op de hoes van Black Utopia staat een kruis getekend, deze is verwijderd op de Japanse uitvoering. Volgens Sherinian had dit kruis niets te betekenen en was alleen toegevoegd voor esthetische redenen.
Sherinian ging verder met zijn jazzrock experimenten en werkte daarvoor samen met gitarist Allan Holdsworth en Jerry Goodman op Mythology, uitgebracht in 2004. Ook hier werkte hij weer samen met Simon Phillips en Zakk Wylde. Daarnaast deden ook John Sykes, Steve Stevens en Tony Franklin mee.
Vanaf 2002 heeft Sherinian opgetreden met verschillende artiesten, zoals Billy Idol en Yngwie Mamlsteen. Sherinians vijfde solalbum, Blood of the Snake (2006) bevat bijdragen van Idol alsmede van voormalig Guns N' Roses gitarist Slash, John Petrucci van Dream Theater en Brian Tichy. Ook werkte hij opnieuw samen met Phillips, Franklin and Lukather. Sherinian speelde met dudukmuzikant Djivan Gasparyan in het nummer "Prelude To Battle", geschreven voor zijn overgrootmoeder die tegen de Turken vocht tijdens de Armeense Genocide.
In 2007 bracht Planex X het derde studioalbum uit dat goed werd ontvangen en waarop Sherinian als gastmuzikant meedeed.
Sherinian is eigenaar van Beachwood Manor Studios in Burbank, Californië. Hij bezat eerder al een opnamestudio in Hollywood Hills met de naam "The Leopard Room".

## Invloeden en samenwerkingsverbanden
De vroege invloeden van Sherinian zijn Jan Hammer (Mahavishnu Orchestra), Keith Emerson (Emerson, Lake & Palmer and The Nice), Rick Wakeman (Yes), en Elton John. Andere invloeden zijn de gitaristen Allan Holdsworth, Jeff Beck, en Eddie Van Halen. Deze invloeden komen grotendeels overeen met die van drummer Brian Tichy, een medestudent van Berklee. Sherinian werkt graag samen met drummers bij het componeren van nieuwe nummers. Een van zijn favoriete keyboardspelers is Jens Johansson, die hij de "coolest keyboardist out there." vindt. Eddie van Halens gitaarspel wordt genoemd door zijn direct invloed op het toetsenspel van Sherinian.
Sherinians samenwerking met andere muzikanten werd onder de loep genoemen in een artikel in Guitar World in 2007. Zakk Wylde verklaarde dat “People want to play with him because he’s that good. He can play everything from the easiest licks on a piano to the most complex Beethoven sonatas with ease.”. John Petrucci (oud Dream Theater collega) voegde daaraan toe dat "...Derek-considering the fact that he’s heavily into guitarists and rock music, his history, and the range of all the great guitarists he’s worked with—plays with a fire unheard of from most keyboardists.”
Sherinian werkt samen met veel verschillende artiesten omdat hij vindt dat er niet één gitarist is die alle stijlen van een heel album kan spelen. Hij schrijft vaak nummers speciaal voor bepaalde gitaristen.

## Instrumenten

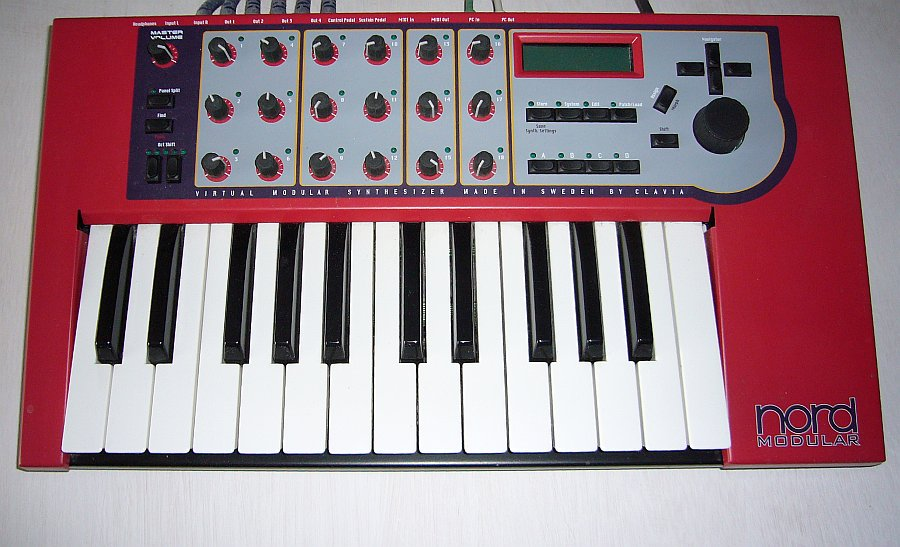
Een Clavia Nord Modular zoals Sherinian die gebruikt.

Derek Sherinian maakt gebruik van Clavia Nord keyboards.
Sherinian kreeg de G2 Modular synth met serienummer 001 van Clavia in januari 2001. Samen met Korg geluidsontwerper Jack Hotop werkte Sherinian aan een keyboarduitbreiding met de naam "Monster Lead" voor de Trinity. Hiermee werd het mogelijk om gitaargeluiden te emuleren, een geluid waar Sherinian erg van is gecharmeerd. Zowel in de studio als bij optredens maakt Sherinian veel gebruik van de Korg Triton en de opvolger hiervan, de Korg Triton Extreme. Tijdens een tournee met Yngwie Malmsteen in 2006, bespeelde Sherinian een Korg Triton Extreme met 61 toetsen. Zijn meest identificeerbare geluid komt van de Korg Triton en Korg Trinity. Hij gebruikt de Trinity voor 70% procent van zijn nummers.
Ook het Hammond B3 organ wordt door Sherinian gebruikt. Hij vindt dat elke rockkeyboardspeler een Leslie en een Hammond moet hebben. Voor opnames gebruikt Sherinian een oude B3, maar bij optredens gebruikt hij digitale emulaties alsmede een Korg CX-3 orgel waarvoor hij beta-tester is geweest en ook heeft bijgedragen aan de geluidsbibliotheek (zoals zijn "Rock Balls" patch).
Sherinian speelt ook gitaar en stond op het punt om slaggitaar te gaan spelen voor Alice Cooper in 1994. Toen hij echter het aanbod kreeg om bij Dream Theater keyboards te spelen koos hij daarvoor. Wel speelde hij gitaar in Nightmare Cinema, wat eigenlijk Dream Theater is tijdens enkele nummers van hun optreden waarbij leden elkaars instrument bespelen.
Sherinian was een van de eerste keyboardspelers die vertical keyboardstandaards gebruikte. Ook liet hij speciale standaards maken in dezelfde kleuren als keyboards.

## Geselecteerde discografie

### Soloalbums
- Planet X - 1999
- Inertia - 2001
- Black Utopia - 2003
- Mythology - 2004
- Blood of the Snake - 2006
- Molecular Heinosity - 2009
- Oceana - 2011
- The Phoenix - 2020
- Vortex - 2022

### MetDream Theater
- A Change Of Seasons - 1995
- Falling Into Infinity - 1997
- Once In A LIVEtime - 1998
- 5 Years In A LIVEtime (DVD/Video)- 1998

### MetPlanet X
- Universe - 2000
- Live from Oz - 2002
- MoonBabies - 2002
- Quantum - 2007

### Met andere muzikanten
Hieronder volgt een kleine selectie:
- KISS - Alive III - 1993
- Alice Cooper - The Last Temptation - 1994
- Alice Cooper - Classicks - 1995
- Platypus - When Pus Comes to Shove - 1998
- Platypus Ice Cycles - 2000
- Jughead - Jughead - 2002
- Yngwie Malmsteen - Attack!! - 2002
- Billy Idol - Devil's Playground - 2005
- Ayreon - 01011001 - 2008
- Relocator - Relocator - 2010
- Black Label Society - Unblackened - 2013

### Dvd's
| Dvd's met hitnoteringen in de Nederlandse Music Top 30 | Datum van verschijnen | Datum van binnenkomst | Hoogste positie | Aantal weken | Opmerkingen                      |
| ------------------------------------------------------ | --------------------- | --------------------- | --------------- | ------------ | -------------------------------- |
| Live in Tokyo                                          | 2013                  | 07-09-2013            | 15              | 2            | met Portnoy, Sheehan & MacAlpine |

## Trivia
- In 1992 speelde Sherinian zichzelf als lid van de Alice Cooper Band in de film Wayne's World.